# Home (TRIPLANEのアルバム)
「home」（ほーむ）は、TRIPLANEの1枚目のスタジオ・アルバム。2006年10月18日発売。発売元はtearbridge records。

## 収録曲
全作詞・作曲：江畑兵衛
編曲：TRIPLANE/横山裕章（3・4・9以外）、TRIPLANE/多胡邦夫/横山裕章（4）、TRIPLANE（3・9）
1. ライナーノート
上州屋TV-CMソング
2. 陽だまりのように
コジマ「カラフルモザイク06」TV-CMソング
3. スピードスター
北海道テレビ2004年高校野球テーマ曲[1]
4. Dear friends
フジテレビ系アニメ『ONE PIECE』EDテーマ曲[1]
5. あの雲を探して
2005よみうりテレビ野球中継イメージソング[1]
北海道テレビ2005年高校野球テーマ曲[1]
6. days
7. 夏の夢
8. raspberry
9. Reset
WRC RALLY JAPAN2005オフィシャルテーマソング[1]
10. いつものように
北海道テレビ「ユメミルデジ6HTB」CMキャンペーン テーマソング[1]
11. 僕らの街